# 国武三千雄
国武 三千雄（國武、くにたけ みちお、1894年（明治27年）3月27日 - 1981年（昭和56年）11月4日）は、日本の陸軍軍人。最終階級は中将。陸軍中佐国武輝人（陸士44期、戦後は陸上自衛隊陸将）は実弟。

## 経歴
福岡県出身。1915年（大正4年）5月、陸軍士官学校（27期）を卒業し、同年12月、砲兵少尉に任官した。1927年（昭和2年）12月、陸軍大学校（39期）を卒業した。
1930年（昭和5年）8月、砲兵少佐に進級。1933年（昭和8年）8月、砲兵監部部員に就任し、1935年（昭和10年）8月、砲兵中佐に進んだ。1937年（昭和12年）9月、第101師団参謀に発令され日中戦争に出征。1938年（昭和13年）3月、砲兵大佐に昇進し第101師団参謀長に就任。武漢作戦、南昌作戦などに参戦した。
1939年（昭和14年）11月、参謀本部付に発令され帰国。1940年（昭和15年）2月、陸大教官に転じ、1941年（昭和16年）3月、陸軍少将に進級し陸軍兵器本部総務部長に就任。1942年（昭和17年）10月、陸軍兵器行政本部付となる。同年12月、中部軍参謀長に就任。1944年（昭和19年）10月、陸軍中将に進み、1945年（昭和20年）2月、第15方面軍参謀長兼中部軍管区参謀長に就任して、大阪で終戦を迎えた。
戦後、俘虜米軍飛行士処刑事件の関与でBC級戦犯容疑で逮捕され、1949年（昭和24年）1月、横浜軍事法廷において終身刑の有罪判決を受けた。1948年（昭和23年）1月31日、公職追放仮指定を受けた。
1981年11月、脳梗塞により新宿区の東京厚生年金病院（現地域医療機能推進機構東京新宿メディカルセンター）で死去した。